# Мейплвудський торговий центр
Торговий центр Maplewood Mall — це суперрегіональний торговий центр у місті Мейплвуд, штат Міннесота, США. Він знаходиться за два квартали від міжштатної автомагістралі 694 з боку Сент-Пол. Торговий центр Maplewood Mall відкрився в 1974 році. Пізніше він був відремонтований та розширений у 1996 році, вважається, що він входить до шести найбільших торгових центрів у столичному районі за кількістю відвідувачів. Ним керує Вашингтонська Прайм Груп з Коламбуса, штат Огайо Головними магазинами є Barnes & Noble, JCPenney, Kohl's, Macy's та Sears .
Торговий центр був відремонтований у 2011 році з оновленими входами, новим килимовим покриттям та плиткою, енергоефективним освітленням та оновленими туалетами. Транспортний вузол метро, відкрився біля торгового центру в 2004 році, та 425 додаткових, паркувальних місць. Торговий центр починає працювати на дві години раніше, ніж відкриваються магазини, щоб дозволити людям поргулюватись в місці де температура контролюється.
У 2015 році від компанії Sears Holdings відійшло 235 їхніх об'єктів, у тому числі Sears у торговому центрі Maplewood, всі вони прерйшли до складу компанії Seritage Growth Properties. Sears закрили цю точку в липні 2018 року.
У штаті Міннесота планується нова автобусна лінія швидкого транзиту (BRT) під назвою «Rush Line», яка буде проходити від центру міста Сент-Пол та повз торговий центр Maplewood до озера Вайт-Бер-Лейк.

## Історія
Торговий центр Maplewood, розроблений компанією Homart Development Company, відкритий в 1974 році; був підтриманий Sears and Powers Dry Goods. На момент урочистого відкриття в торговому центрі було приблизно 120 магазинів, до яких входили Juster's (магазин Міннеаполіса для чоловіків) та Field-Schlick (компанія з виробництва одягу в Сент-Полі, штат Міннесота).
У 1996 році Dayton's відкрили магазин у торговому центрі Maplewood, який був першим магазином з мережі Dayton's в містах-близнюках, який тільки відкривався там з 1978 року. Dayton's відкрився на колишньому місці Carson's, і згодом змінив в назву на Marshall Field's, а нині на Macy's.